# Club NET
Club NET (conosciuto anche semplicemente come NET) è un progetto di apostolato cattolico nato in Messico nel 1997 ad opera del Movimento Regnum Christi.

## Il nome
NET è una sigla che ha un doppio significato: da un lato è l'acronimo per "Nuova Evangelizzazione del Terzo Millennio" e dall'altro è l'abbreviazione della parola inglese network, che vuol dire rete, perché è un progetto teso a formare una rete di famiglie che si sostengono a vicenda nel compito di educare i propri figli alla fede cattolica.

## Obiettivi e storia
NET crea gruppi di bambini tra i 6 e gli 11 chiamati "club" che sono seguiti da una Guida NET che generalmente è un adulto, un genitore, un insegnante, un animatore o un catechista. I club si riuniscono una o più volte al mese per compiere insieme una "missione", una sfida, un compito, che generalmente consiste in un'attività di apostolato a servizio degli altri. L'obiettivo di NET è infatti quello di far conoscere la fede cattolica ai più piccoli da un punto di vista molto pratico, facendogli fare un'esperienza concreta. Il progetto ha da subito sviluppato una serie di strumenti dinamici che potessero aiutare le "Guide" in questo scopo. Una su tutti la rivista Amigos de Jesùs, con fumetti

## In Italia: anni '90: la musica
NET arriva in Italia alla fine degli anni '90 grazie all'edizione in lingua italiana del cd musicale per bambini NET in concerto di Marcela De Maria y Campos, consacrata del Movimento Regnum Christi. Il cd contiene 10 tracce audio di canzoni pensate per i bambini tra cui la sigla di NET "Entusiasmo e gioia" e la più famosa "Il mio amico Gesù". Qualche anno dopo, sempre sotto il marchio NET, esce un altro cd, Apro gli occhi sul mondo della cantante italiana Cristina Plancher (che nel 1993 aveva partecipato allo Zecchino d'Oro con la canzone "Si gira un film").

## Anni 2000: gli anni di "NET Magazine"
Nel maggio del 2002 viene lanciata in Italia la rivista NET Magazine, edita da Edizioni ART; la rivista prendeva spunto dalla messicana "Amigos de Jesùs" ma ne sviluppa l'idea con contenuti originali pensati per i bambini italiani. La rivista, mensile, si presentava in un pratico formato con 35 pagine e una serie di rubriche punti di forza: ogni mese veniva presentato e sviluppato un tema di catechesi nel CateKid - Le indagini dell'Ispettore Spark dove i bambini potevano imparare i contenuti della fede cattolica grazie alle simpatiche avventure, sotto forma di indagini, fatte da Spark, personaggio a forma di scintilla che stava ad indicare la coscienza; un'avventura a fumetti di 8 pagine con i ragazzi de La banda di NET dove un gruppo di quattro ragazzi (Edo, Layla, Verny e Alex) insieme al loro cane Mapy e a Padre T., il sacerdote della loro parrocchia, vivevano le virtù cristiane nella quotidianità della loro vita. Il fumetto ricalcava le tinte dei manga giapponesi e si presentava ai bambini in una veste molto accattivante e attraente. Completavano la rivista la vita di un santo a fumetti, un brano del Vangelo a fumetti e altre rubriche fatte di giochi, curiosità, attività da riproporre, la posta etc. La rivista va avanti fino al gennaio del 2009, quando fu chiusa, per un totale di 73 numeri. Grazie alla popolarità della rivista, iniziano a nascere sul territorio i primi Club NET.

## Anni 2010: il sito-web e "Domenica NET"
Nel marzo del 2013 ad opera dell'Ufficio comunicazione del Movimento Regnum Christi, viene lanciato il portale www.amicidinet.it. Il sito si propone come la naturale evoluzione della rivista e ripropone in formato gratuito e digitale le stesse rubriche di NET Magazine arricchite da nuovo materiale come il vangelo della domenica a fumetti, materiale per i tempi liturgici forti come Avvento, Natale, Settimana Santa etc.
Nel dicembre del 2012 viene anche lanciato un blog ("Il blog delle Guide NET" on-line all'indirizzo www.blog.amicidinet.it), uno spazio di formazione permanente pensato per i catechisti, i genitori, gli insegnanti e per tutti coloro che lavoro nel campo della Nuova Evangelizzazione dei più piccoli.
Il sito e il blog virano il progetto di NET non solo sulla creazione dei "Club" ma vogliono rappresentare una risorse gratuita per tutti coloro che fanno catechismo o comunque animazione ai bambini in età della scuola primaria. In questo contesto il sito si presenta come un outlet di risorse per la catechesi, non tradendo tuttavia il cuore del progetto, che sono i "club", per la creazione dei quali viene proposto anche un "Corso base" on-line in 6 video lezioni.
A partire dall'ottobre 2014 viene lanciata una nuova rivista mensile, Domenica NET contenente i vangeli della domenica a fumetti, corredati da una spiegazione e da un proposito pratico. I vangeli, già disponibili gratuitamente sul sito-web, si presentano anche con la versione del fumetto da colorare. Domenica NET, per ora disponibile solo in abbonamento, si presenta in due formati: formato rivista o anche come singoli foglietti sfusi, a mo' di "foglietto della Messa" formato bambino.

## NET e Junior T.
Nel gennaio del 2013 lo stesso editore del mensile di apologetica Il Timone (in passato edito anch'esso da "Edizioni ART") lancia Junior T., il "Timone dei piccoli", una versione riveduta e aggiornata di NET Magazine. La rivista, anch'essa mensile, presenta una serie di analogie con NET Magazine: il tema di catechesi viene spiegato dall'Agente Guardian (il richiamo all'Ispettore Spark è innegabile); è presente un fumetto di 8 pagine dal titolo "J.Team - I ragazzi di Padre Jack" (in "NET Magazine" c'era Padre T. e i ragazzi della "banda di NET") e cos' via. Anche "Junior T." presenta mensilmente la vita di un santo, una "missione del mese", dei giochi e delle curiosità e una sezione con la Bibbia a fumetti (comprendendo anche parti del Vecchio testamento, mentre in "NET Magazine" era solo il Vangelo). L'analogia è completata dal fatto che il team di autori di "Junior T." è lo stesso che fu di "NET Magazine" e che all'epoca del lancio, anche "NET Magazine" godette del "traino" de "Il Timone".

## NET nel mondo
Fin da pochi anni dopo la sua nascita in Messico, NET si è sviluppato in numerosi Paesi ed è tuttora presente e attivo negli Stati Uniti, in Cadana, Argentina, Brasile, Colombia, Venezuela, Cile e in Europa in Spagna, Germania, Francia, Polonia, Irlanda e Ungheria. La versione americana è quella che si smarca di più da tutte le altre cambiando anche il nome in K4J - Kids for Jesus (dopo un primo periodo iniziale dove il nome era KidsNET). La rivista in lingua spagnola Amigos de Jesùs viene diffusa in tutti i Paesi di lingua spagnola, compresa la Spagna. In Germania è stata editata la rivista NET Magazin, versione in lingua tedesca dell'italiana NET Magazine mentre la Francia ha avuto per qualche anno una versione in lingua francese degli originali messicani. Negli ultimi anni NET Mexico ha ampliato il suo parco prodotti offrendo molte risorse per la catechesi in generale, inclusi giochi, libri a tema ed altro.

## I personaggi di NET
Alcuni dei personaggi cardini di NET sono delle costanti nelle varie versioni mondiali del progetto in giro per il mondo. Uno su tutti Spark, il personaggio giallo a forma di scintilla che nella versione italiana è un ispettore e ha un impermeabile. Altro personaggio presente in tutte le versioni (attualmente in quella in lingua spagnola è stato sostituito dalla più tecnologica Glim-X) è Grace, la grazia. Si tratta di un personaggio a forma di stella che rappresenta il bene, la grazia appunto. Il suo alter ego cattivo è Viz (nella versione spagnola Chifo) un personaggio a forma di serpente con gli occhiali da sole che rappresenta il male. Nei fumetti italiani de La banda di NET, Grace e Viz, pur non interagendo in maniera diretta con i personaggi, compaiono di tanto in tanto nelle storie, a seconda che i personaggi seguano il bene o il male.
Nella versione spagnola, oltre a Viz sono stati introdotti una serie di altri personaggi "cattivi", rappresentanti ognuno un vizio particolare. L'obiettivo della "pandilla de NET" (la banda di NET spagnola) è infatti quello di sconfiggere i vizi.
Personaggio cardine del NET originale, ma mai introdotto in Italia, è la formica Jeronimo, personaggio punto di riferimento di NET (ruolo svolto nella versione italiana da Spark) insieme a sua nonna, Tata Wily.
Il sacerdote amico della banda di NET versione spagnola è Padre Victor, mentre l'italiano è Padre Thomas (conosciuto da tutti come Padre T.).